# Leichtathletik-Juniorenweltmeisterschaften 1998
Die 7. Leichtathletik-Juniorenweltmeisterschaften fanden vom 28. Juli bis 2. August 1998 in Annecy in Frankreich statt.

## Männer

### 100 m
| Platz | Athlet               | Land | Zeit (s)  |
| ----- | -------------------- | ---- | --------- |
| 1     | Christian Malcolm    | GBR  | 10,12 WJL |
| 2     | Amar Johnson         | USA  | 10,34 PB  |
| 3     | Dwight Thomas        | JAM  | 10,40     |
| 4     | Dimitri Demonière    | FRA  | 10,43     |
| 5     | Athanassios Tsiouris | GRE  | 10,47     |
| 6     | Jairo Duzant         | AHO  | 10,49 PB  |
| 7     | Cédric Gold Dalg     | FRA  | 10,53 PB  |
| 8     | Shigeyuki Kojima     | JPN  | 10,79     |

### 200 m
| Platz | Athlet              | Land | Zeit (s)  |
| ----- | ------------------- | ---- | --------- |
| 1     | Christian Malcolm   | GBR  | 20,44 WJL |
| 2     | Jairo Duzant        | AHO  | 20,92 NJR |
| 3     | Russell Frye        | USA  | 20,94     |
| 4     | Steve Slowly        | JAM  | 20,99     |
| 5     | Scott Thom          | AUS  | 21,00     |
| 6     | Roy Bailey          | JAM  | 21,02     |
| 7     | Massimiliano Donati | ITA  | 21,08     |
| 8     | Stefan Holz         | GER  | 21,39     |

### 400 m
| Platz | Athlet                | Land | Zeit (s)  |
| ----- | --------------------- | ---- | --------- |
| 1     | Nduka Awazie          | NGR  | 45,54 PB  |
| 2     | Casey Vincent         | AUS  | 45,55 PB  |
| 3     | Fawzi al-Shammari     | KUW  | 45,89 NJR |
| 4     | Marc Alexander Scheer | GER  | 45,91 PB  |
| 5     | Simon Pierre          | TTO  | 46,22 PB  |
| 6     | Andrew Pierce         | USA  | 46,30     |
| 7     | Alloy Wilson          | GBR  | 46,64 PB  |
| 8     | Tony Berrian          | USA  | 47,30     |

### 800 m
| Platz | Athlet           | Land | Zeit (min) |
| ----- | ---------------- | ---- | ---------- |
| 1     | William Chirchir | KEN  | 1:45,23    |
| 2     | Wilfred Bungei   | KEN  | 1:47,53    |
| 3     | Paskar Owor      | UGA  | 1:48,20 PB |
| 4     | João Pires       | POR  | 1:48,22    |
| 5     | Bram Som         | NED  | 1:48,36    |
| 6     | Chris Moss       | GBR  | 1:48,77 PB |
| 7     | Dmitrij Bogdanow | RUS  | 1:48,91 PB |
| 8     | Dwayne Miller    | JAM  | 1:49,25 PB |

### 1500 m
| Platz | Athlet             | Land | Zeit (min) |
| ----- | ------------------ | ---- | ---------- |
| 1     | Adil Kaouch        | MAR  | 3:42,43    |
| 2     | Benjamin Kipkurui  | KEN  | 3:42,67    |
| 3     | Robert Witt        | POL  | 3:43,47    |
| 4     | Kiyoharu Sato      | JPN  | 3:43,62    |
| 5     | Gabriel Jennings   | USA  | 3:43,94    |
| 6     | Colm Mc Clean      | IRL  | 3:44,79    |
| 7     | Alastair Stevenson | AUS  | 3:45,39    |
| 8     | Nelson Birgen      | KEN  | 3:45,42    |

### 5000 m
| Platz | Athlet                   | Land | Zeit (min)   |
| ----- | ------------------------ | ---- | ------------ |
| 1     | Million Wolde            | ETH  | 13:47,49     |
| 2     | Kipchumba Mitei          | KEN  | 13:49,60     |
| 3     | Kihara Kamzee            | KEN  | 13:51,22     |
| 4     | Mark Thompson            | AUS  | 14:06,24     |
| 5     | Hailu Mekonnen           | ETH  | 14:06,30     |
| 6     | Yuji Ibi                 | JPN  | 14:06,63     |
| 7     | Driss Benismail          | MAR  | 14:06,83     |
| 8     | Bonaventure Niyonizigiye | BDI  | 14:07,65 NJR |

### 10.000 m
| Platz | Athlet                    | Land | Zeit (s)     |
| ----- | ------------------------- | ---- | ------------ |
| 1     | Benson Barus              | KEN  | 29:23,28     |
| 2     | Salim Kipsang             | KEN  | 29:26,80     |
| 3     | Alene Emere               | ETH  | 29:47,60     |
| 4     | Derege Tadese             | ETH  | 29:54,20 PB  |
| 5     | Ovidiu Tat                | ROU  | 29:59,24     |
| 6     | Jean-Berchmans Ndayisenga | BDI  | 29:59,78 NJR |
| 7     | Dmytro Baranowskyj        | UKR  | 30:19,16     |
| 8     | Jeffrey Gwebu             | RSA  | 30:27,29     |

### 10 km Gehen
| Platz | Athlet             | Land | Zeit (min) |
| ----- | ------------------ | ---- | ---------- |
| 1     | Roman Rasskasow    | RUS  | 41:55,95   |
| 2     | Liu Yunfeng        | CHN  | 42:01,11   |
| 3     | Mario Flores       | MEX  | 42:04,55   |
| 4     | Juan Manuel Molina | ESP  | 42:09,75   |
| 5     | Li Guoqing         | CHN  | 42:20,25   |
| 6     | Marcus Hackbusch   | GER  | 42:46,81   |
| 7     | Jewgenij Jakowlew  | RUS  | 43:23,81   |
| 8     | Xavier Moreno      | ECU  | 43:52,61   |

### 110 m Hürden
| Platz | Athlet              | Land | Zeit (s) |
| ----- | ------------------- | ---- | -------- |
| 1     | Staņislavs Olijars  | LAT  | 13,51    |
| 2     | Sharif Paxton       | USA  | 14,10    |
| 3     | Florian Seibold     | GER  | 14,21    |
| 4     | Ben Warmington      | GBR  | 14,33    |
| 5     | Gergely Palágyi     | HUN  | 14,39    |
| 6     | Todd Matthews-Jouda | USA  | 14,40    |
| 7     | Shinri Yamada       | JPN  | 14,47    |
| 8     | Clement Abai        | GRE  | 14,89    |

### 400 m Hürden
| Platz | Athlet             | Land | Zeit (s)  |
| ----- | ------------------ | ---- | --------- |
| 1     | Periklis Iakovakis | GRE  | 49,82 WJL |
| 2     | Osiris Martínez    | CUB  | 50,17 PB  |
| 3     | Peter Bate         | AUS  | 50,83     |
| 4     | Tomasz Rudnik      | POL  | 50,98 PB  |
| 5     | Terrance Wilson    | USA  | 50,99     |
| 6     | Francois Coetzee   | RSA  | 51,20     |
| 7     | Chabib El Azouizi  | MAR  | 51,41     |
| 8     | Chin-Fu Lin        | TPE  | 52,04     |

### 3000 m Hindernis
| Platz | Athlet              | Land | Zeit (min)  |
| ----- | ------------------- | ---- | ----------- |
| 1     | Reuben Kosgei       | KEN  | 8:23,76 WJL |
| 2     | Abraham Cherono     | KEN  | 8:32,24     |
| 3     | El Mostapha Mellouk | MAR  | 8:34,91 PB  |
| 4     | Girma Daba          | ETH  | 8:35,51 PB  |
| 5     | Chris Dugan         | USA  | 8:38,66 PB  |
| 6     | Tuomo Lehtinen      | FIN  | 8:41,05 PB  |
| 7     | Ian Connor          | USA  | 8:42,19 PB  |
| 8     | Mustafa Mohamed     | SWE  | 8:42,55 PB  |

### 4 × 100 m Staffel
| Platz | Land               | Athleten                                                                      | Zeit (s)  |
| ----- | ------------------ | ----------------------------------------------------------------------------- | --------- |
| 1     | Jamaika            | Steve Slowly Thomas Collin Paul Thompson Roy Bailey                           | 39,70 WJL |
| 2     | Vereinigte Staaten | Casey Combest Dashaun McCullough Amar Johnson Russell Frye                    | 39,71     |
| 3     | Deutschland        | Tobias Unger Stefan Holz Zapletal Jirka Kevin Kuske                           | 39,99     |
| 4     | Spanien            | Ferrer Alejandro Alejandro Olivan Pablo David Rodríguez Ángel David Rodríguez | 40,48     |
| 5     | Australien         | Stephen Hadfield Adam Dorey Nathan Carr Troy Davies                           | 40,64     |
| 6     | Frankreich         | Begue Anthony Jeremy Bobe Cédric Gold Dalg Dimitri Demonière                  | 40,65     |
| 7     | Südafrika          | Dreyer Colin Lawrence Nkosi Wynand Dempers Bradley Agnew                      | 40,79     |
|       | Italien            | Alessandro Battinelli Massimiliano Donati Marco Cuneo Dell’Oro Davide         | DNF       |

### 4 × 400 m Staffel
| Platz | Land                   | Athleten                                                                    | Zeit (min)  |
| ----- | ---------------------- | --------------------------------------------------------------------------- | ----------- |
| 1     | Australien             | Daniel McFarlane Daniel Batman Aaron Russell Casey Vincent                  | 3:04,74 WJL |
| 2     | Vereinigte Staaten     | Tony Berrian Kevin Baker Brian Swarn Andrew Pierce                          | 3:05,06     |
| 3     | Jamaika                | Sanjay Ayre Leroy Colquhoun Omar Henry Dwayne Miller                        | 3:05,31     |
| 4     | Deutschland            | Arne Macher Marc Alexander Scheer Ralf Riester Ruwen Faller                 | 3:05,84     |
| 5     | Vereinigtes Königreich | David Naismith Caines Daniel Carson Chris Alloy Wilson                      | 3:06,32     |
| 6     | Polen                  | Przemyslaw Dunaj Filip Walotka Maciej Ryszkowski Michal Weglarski           | 3:07,70     |
| 7     | Griechenland           | Moustakidis Evangelios Anastasios Gousis Yeóryios Doúpis Periklis Iakovakis | 3:09,70     |
| 8     | Japan                  | Masayuki Okusako Takahiko Yamamura Hirofumi Nakagawa Satoshi Oshikawa       | 3:10,54     |

### Hochsprung
| Platz | Athlet              | Land | Höhe (m) |
| ----- | ------------------- | ---- | -------- |
| 1     | Alfredo Deza        | PER  | 2,21     |
| 2     | Yin Xueli           | CHN  | 2,21 PB  |
| 3     | Aleksandr Werjutin  | BLR  | 2,21 PB  |
| 4     | Michael Ponikvar    | CAN  | 2,21     |
| 5     | Jaroslaw Rybakow    | RUS  | 2,18     |
| 6     | Pawel Mankiewicz    | POL  | 2,15     |
| 7     | Naoyuki Daigo       | JPN  | 2,15     |
| 8     | Ronald Garlett      | AUS  | 2,10     |
| 8     | Martin Lloyd        | GBR  | 2,10     |
| 8     | Casper Labuschagne  | RSA  | 2,10     |
| 8     | Nikolai Korosteljow | RUS  | 2,10     |

### Stabhochsprung
| Platz | Athlet             | Land | Höhe (m) |
| ----- | ------------------ | ---- | -------- |
| 1     | Pawel Gerassimow   | RUS  | 5,55 PB  |
| 2     | Lars Börgeling     | GER  | 5,50     |
| 3     | Paul Burgess       | AUS  | 5,20     |
| 3     | Adam Ptáček        | CZE  | 5,20     |
| 3     | Giuseppe Gibilisco | ITA  | 5,20     |
| 6     | Jacob Pauli        | USA  | 5,10     |
| 7     | Jukka Nurmela      | FIN  | 5,10     |
| 8     | Thibaut Duval      | BEL  | 5,00     |
| 8     | Gildas Verbist     | FRA  | 5,00     |
| 8     | Georgi Wassilew    | GER  | 5,00     |

### Weitsprung
| Platz | Athlet              | Land | Weite (m) |
| ----- | ------------------- | ---- | --------- |
| 1     | Petar Datschew      | BUL  | 8,14 NJR  |
| 2     | Abdurrahman Al-Nubi | QAT  | 8,11 AJR  |
| 3     | Luis Felipe Méliz   | CUB  | 7,91      |
| 4     | Krasimir Argirow    | BUL  | 7,87      |
| 5     | Danijal Jahic       | YUG  | 7,83      |
| 6     | Wang Cheng          | CHN  | 7,75      |
| 7     | Schahriar Bigdeli   | GER  | 7,71      |
| 8     | Witalij Schkurlatow | RUS  | 7,61      |

### Dreisprung
| Platz | Athlet               | Land | Weite (m) |
| ----- | -------------------- | ---- | --------- |
| 1     | Ionut Punga          | ROU  | 16,94 WJL |
| 2     | Iwajlo Rusinow       | BUL  | 16,65 PB  |
| 3     | Greg Yeldell         | USA  | 16,44 PB  |
| 4     | Christopher Hercules | USA  | 16,27 PB  |
| 5     | Zhao Zongming        | CHN  | 16,14     |
| 6     | Sébastien Pincemail  | FRA  | 16,03     |
| 7     | Sergei Bochkow       | AZE  | 16,00     |
| 8     | Michał Joachimowski  | POL  | 15,71     |

### Kugelstoßen
| Platz | Athlet              | Land | Weite (m) |
| ----- | ------------------- | ---- | --------- |
| 1     | Mikuláš Konopka     | SVK  | 18,50     |
| 2     | Janus Robberts      | RSA  | 18,15     |
| 3     | Carl Myerscough     | GBR  | 18,12     |
| 4     | Peter Sack          | GER  | 18,09     |
| 5     | Johannes van Wyk    | RSA  | 17,35     |
| 6     | Christopher Sprague | USA  | 17,14     |
| 7     | Lukasz Wenta        | POL  | 17,12 PB  |
| 8     | Jhonny Rodríguez    | COL  | 17,05     |

### Diskuswurf
| Platz | Athlet                 | Land | Weite (m) |
| ----- | ---------------------- | ---- | --------- |
| 1     | Zoltán Kővágó          | HUN  | 59,36     |
| 2     | Emeka Udechuku         | GBR  | 57,99     |
| 3     | Gábor Máté             | HUN  | 56,96     |
| 4     | Jeremy Allen           | USA  | 56,55     |
| 5     | Johannes van Wyk       | RSA  | 55,96     |
| 6     | Carl Myerscough        | GBR  | 55,75     |
| 7     | Janus Robberts         | RSA  | 55,63     |
| 8     | Rashid Shafi al-Dosari | QAT  | 53,30     |

### Hammerwurf
| Platz | Athlet                 | Land | Weite (m) |
| ----- | ---------------------- | ---- | --------- |
| 1     | Olli-Pekka Karjalainen | FIN  | 69,66 CR  |
| 2     | Yuriy Voronkin         | RUS  | 69,66     |
| 3     | Wojciech Kondratowicz  | POL  | 68,93     |
| 4     | Ioánnis Barlís         | GRE  | 68,36     |
| 5     | Miloslav Konopka       | SVK  | 67,09     |
| 6     | Nicolas Figère         | FRA  | 65,98     |
| 7     | Péter Botfa            | HUN  | 65,08     |
| 8     | Marcin Szeszula        | POL  | 64,75     |

### Speerwurf
| Platz | Athlet            | Land | Weite (m) |
| ----- | ----------------- | ---- | --------- |
| 1     | David Parker      | GBR  | 72,85     |
| 2     | Gerhardus Pienaar | RSA  | 71,16 PB  |
| 3     | Yukifumi Murakami | JPN  | 70,72     |
| 4     | Bronislaw Korda   | POL  | 69,95     |
| 5     | Scott Russell     | CAN  | 69,17     |
| 6     | Wu Bo-Hung        | TPE  | 66,30     |
| 7     | Andrew Martin     | AUS  | 66,12     |
| 8     | Dan Carter        | GBR  | 66,10     |

### Zehnkampf
| Platz | Athlet              | Land | Punkte  |
| ----- | ------------------- | ---- | ------- |
| 1     | Ari Heikkinen       | FIN  | 7476    |
| 2     | Thomas Pöge         | GER  | 7332 PB |
| 3     | Jaako Ojaniemi      | FIN  | 7246 PB |
| 4     | Stefan Drews        | GER  | 7187    |
| 5     | Edwin van Calker    | NED  | 7089    |
| 6     | Edson Bindilatti    | BRA  | 7082    |
| 7     | Marcin Kondratowicz | POL  | 7054    |
| 8     | Denis Zawjalow      | RUS  | 7035    |

## Frauen

### 100 m
| Platz | Athletin           | Land | Zeit (s) |
| ----- | ------------------ | ---- | -------- |
| 1     | Shakedia Jones     | USA  | 11,19    |
| 2     | Angela Williams    | USA  | 11,27    |
| 3     | Joan Uduak Ekah    | NGR  | 11,50    |
| 4     | Céline Thélamon    | FRA  | 11,58 PB |
| 5     | Tulia Robinson     | JAM  | 11,63    |
| 6     | Fana Ashby         | TTO  | 11,65    |
| 7     | Funmilola Ogundana | NGR  | 11,68    |
| 8     | Olesja Zykina      | RUS  | 11,88    |

### 200 m
| Platz | Athletin           | Land | Zeit (s) |
| ----- | ------------------ | ---- | -------- |
| 1     | Muriel Hurtis      | FRA  | 23,22    |
| 2     | Shakedia Jones     | USA  | 23,39    |
| 3     | Sarah Wilhelmy     | GBR  | 23,56    |
| 4     | Johanna Manninen   | FIN  | 23,68    |
| 5     | Melaine Walker     | JAM  | 23,72    |
| 6     | Joan Uduak Ekah    | NGR  | 23,76    |
| 7     | Edyta Rela         | POL  | 23,80    |
| 8     | Funmilola Ogundana | NGR  | 23,99    |

### 400 m
| Platz | Athletin         | Land | Zeit (s)  |
| ----- | ---------------- | ---- | --------- |
| 1     | Natalja Nasarowa | RUS  | 52,02     |
| 2     | Nakiya Johnson   | USA  | 52,09 PB  |
| 3     | Yudalis Díaz     | CUB  | 52,39 NJR |
| 4     | Alina Rîpanu     | ROU  | 52,89 PB  |
| 5     | Estie Wittstock  | RSA  | 53,16 PB  |
| 6     | Justine Bayigga  | UGA  | 53,29     |
| 7     | Keasha Downer    | JAM  | 53,68     |
| 8     | Mikele Barber    | USA  | 54,24     |

### 800 m
| Platz | Athletin               | Land | Zeit (min) |
| ----- | ---------------------- | ---- | ---------- |
| 1     | Olga Mikajewa          | RUS  | 2:05,34    |
| 2     | Nancy Jebet Langat     | KEN  | 2:05,43    |
| 3     | Naomi Misoi            | KEN  | 2:05,77    |
| 4     | Liu Qifang             | CHN  | 2:06,44    |
| 5     | Mihaela Neacșu         | ROU  | 2:06,90    |
| 6     | Josiane Tito           | BRA  | 2:07,52    |
| 7     | Jeanette Hoffmann      | GER  | 2:07,91    |
| 8     | Ingvill Måkestad Bovim | NOR  | 2:08,39    |

### 1500 m
| Platz | Athletin               | Land | Zeit (min) |
| ----- | ---------------------- | ---- | ---------- |
| 1     | Lan Lixin              | CHN  | 4:10,45    |
| 2     | Yimenashu Taye         | ETH  | 4:11,97 PB |
| 3     | Bouchra Benthami       | MAR  | 4:12,76    |
| 4     | Rose Jerotich Kosgei   | KEN  | 4:13,14    |
| 5     | Song Liqing            | CHN  | 4:13,76 PB |
| 6     | Natalia Rodríguez      | ESP  | 4:16,20 PB |
| 7     | Benita Willis          | AUS  | 4:16,75 PB |
| 8     | Ioana Georgeta Olteanu | ROU  | 4:16,79    |

### 3000 m
| Platz | Athletin           | Land | Zeit (min) |
| ----- | ------------------ | ---- | ---------- |
| 1     | Yin Lili           | CHN  | 8:57,09 PB |
| 2     | Yimenashu Taye     | ETH  | 9:01,70    |
| 3     | Edna Kiplagat      | KEN  | 9:05,46    |
| 4     | Lan Lixin          | CHN  | 9:07,39 PB |
| 5     | Margaret Jepkenboi | JPN  | 9:15,64    |
| 6     | Margaret Jepkenboi | KEN  | 9:25,38 PB |
| 7     | Inês Monteiro      | POR  | 9:26,33    |
| 8     | Melanie Schulz     | GER  | 9:28,71 PB |

### 5000 m
| Platz | Athletin                  | Land | Zeit (s)     |
| ----- | ------------------------- | ---- | ------------ |
| 1     | Yin Lili                  | CHN  | 15:29,65 CR  |
| 2     | Faith Jemutai             | KEN  | 15:34,48 PB  |
| 3     | Meryma Hashim             | ETH  | 15:39,57 PB  |
| 4     | Jessica Carlberg          | SWE  | 15:51,17 NJR |
| 5     | Werknesh Kidane           | ETH  | 15:55,18     |
| 6     | Priscah Jepleting Cherono | KEN  | 16:07,12     |
| 7     | Charlotte Audier          | FRA  | 16:07,72 NJR |
| 8     | Siphulwazi Sibindi        | ZIM  | 16:18,16 NJR |

### 5 km Gehen
| Platz | Athletin          | Land | Zeit (min)   |
| ----- | ----------------- | ---- | ------------ |
| 1     | Sabine Zimmer     | GER  | 21:14,39     |
| 2     | Jolanta Dukure    | LAT  | 21:17,89 NJR |
| 3     | Yue Ailing        | CHN  | 21:28,57 PB  |
| 4     | Ljudmila Dedekina | RUS  | 21:52,91     |
| 5     | Daniela Cârlan    | ROU  | 22:04,60 PB  |
| 6     | Ryta Turawa       | BLR  | 22:06,06     |
| 7     | Elisa Rigaudo     | ITA  | 22:07,21 PB  |
| 8     | Larisa Emeljanowa | RUS  | 22:12,75     |

### 100 m Hürden
| Platz | Athletin        | Land | Zeit (s) |
| ----- | --------------- | ---- | -------- |
| 1     | Julie Pratt     | GBR  | 13,75    |
| 2     | Sun Hongwei     | CHN  | 13,75    |
| 3     | Susanna Kallur  | SWE  | 13,77    |
| 4     | Arnella Jacobs  | RSA  | 13,79    |
| 5     | Manuela Bosco   | FIN  | 13,83    |
| 6     | Jennifer Komoll | GER  | 13,94    |
| 7     | Fanny Gérance   | FRA  | 13,97    |
| 8     | Baya Rahouli    | ALG  | 14,05    |

### 400 m Hürden
| Platz | Athletin            | Land | Zeit (s)  |
| ----- | ------------------- | ---- | --------- |
| 1     | Li Yulian           | CHN  | 55,93     |
| 2     | Allison Beckford    | JAM  | 57,19 NJR |
| 3     | Sun Hongwei         | CHN  | 57,43     |
| 4     | Peta-Gaye Gayle     | JAM  | 57,73     |
| 5     | Vanessa Becker      | RSA  | 58,19 PB  |
| 6     | Olivia Abderrhamane | FRA  | 58,22 PB  |
| 7     | Medina Tudor        | ROU  | 58,56 PB  |
| 8     | Astrid Joziasse     | NED  | 59,70     |

### 4 × 100 m Staffel
| Platz | Land                   | Athletinnen                                                     | Zeit (s)  |
| ----- | ---------------------- | --------------------------------------------------------------- | --------- |
| 1     | Vereinigte Staaten     | Angela Williams Keyon Soley Myra Combs Shakedia Jones           | 43,52 WJL |
| 2     | Frankreich             | Céline Thélamon Muriel Hurtis Nadia Imalouan Anne Carole Rapp   | 44,07 NJR |
| 3     | Jamaika                | Tulia Robinson Aleen Bailey Melanie Walker Lisa Sharpe          | 44,61     |
| 4     | Vereinigtes Königreich | Abiodun Oyepitan Sarah Wilhelmy Davies Samantha Rebecca White   | 44,65     |
| 5     | Polen                  | Gorecka Malgorzata Edyta Rela Giemzo Monika Anna Guzowska       | 44,75     |
| 6     | Südafrika              | Arnella Jacobs Estie Wittstock Carika Potgieter Isabel Roussow  | 45,67     |
| 7     | Italien                | Erica Marchetti Cornelia Kupa Maria Chiara Baccini Silvia Favre | 45,94     |
|       | Finnland               | Manuela Bosco Salivaara Katja Johanna Manninen Heidi Hannula    | DNF       |

### 4 × 400 m Staffel
| Platz | Land                | Athletinnen                                                     | Zeit (min)  |
| ----- | ------------------- | --------------------------------------------------------------- | ----------- |
| 1     | Jamaika             | Patricia Hall Peta Gaye Gayle Keasha Downer Allison Beckford    | 3:32,29 WJL |
| 2     | Russland            | Swetlana Pospelowa Olga Mikayeva Olesja Sykina Natalia Nazarova | 3:32,35     |
| 3     | Vereinigte Staaten  | Mikele Barber Myra Combs Demetria Washington Nakiya Johnson     | 3:32,85     |
| 4     | Volksrepublik China | Sun Hongwei Liu Qifang Lu Minling Li Yulian                     | 3:37,10     |
| 5     | Rumänien            | Lungu Otilia Mihaela Neacșu Medina Tudor Alina Rîpanu           | 3:37,41     |
| 6     | Deutschland         | Nadine Weißmann Kerstin Seitz Julia Wollstadt Kristin Gotz      | 3:37,47     |
| 7     | Australien          | Kylie Wheeler Sonia Brito Rosemary Hayward Jenny Marshall       | 3:37,60     |
| 8     | Frankreich          | Audrey Rouyer Olivia Abderrhamane Dado Kamissoko Laure Kouassi  | 3:39,18     |

### Hochsprung
| Platz | Athletin          | Land | Höhe (m) |
| ----- | ----------------- | ---- | -------- |
| 1     | Marina Kupzowa    | RUS  | 1,88     |
| 2     | Marie Norrman     | SWE  | 1,88 PB  |
| 3     | Nevena Lendjel    | CRO  | 1,84     |
| 3     | Tatjana Jefimenko | KGZ  | 1,84     |
| 5     | Whitney Evans     | CAN  | 1,80     |
| 5     | Wiktorija Sliwka  | RUS  | 1,80     |
| 7     | Kärt Siilats      | EST  | 1,80     |
| 8     | Ruth Beitia       | ESP  | 1,80     |

### Stabhochsprung
| Platz | Athletin         | Land | Höhe (m) |
| ----- | ---------------- | ---- | -------- |
| 1     | Monika Götz      | GER  | 4,20     |
| 2     | Mar Sánchez      | ESP  | 4,10 NJR |
| 2     | Monika Pyrek     | POL  | 4,10 NJR |
| 4     | Yvonne Buschbaum | GER  | 4,10     |
| 5     | Amandine Homo    | FRA  | 4,05     |
| 6     | Vanessa Boslak   | FRA  | 4,00     |
| 7     | Anna Wielgus     | POL  | 4,00     |
| 8     | Gao Shuying      | CHN  | 3,90 PB  |

### Weitsprung
| Platz | Athletin          | Land | Weite (m) |
| ----- | ----------------- | ---- | --------- |
| 1     | Peng Fengmei      | CHN  | 6,59      |
| 2     | Li Xin            | CHN  | 6,57 PB   |
| 3     | Maria Baccini     | ITA  | 6,55 NJR  |
| 4     | Sarah Claxton     | GBR  | 6,52 PB   |
| 5     | Charlene Lawrence | RSA  | 6,42 PB   |
| 6     | Myra Combs        | USA  | 6,27      |
| 7     | Karolina Binas    | POL  | 6,25      |
| 8     | Katrin Wilts      | GER  | 6,23      |

### Dreisprung
| Platz | Athletin             | Land | Weite (m) |
| ----- | -------------------- | ---- | --------- |
| 1     | Baya Rahouli         | ALG  | 14,04 AJR |
| 2     | Maria Solomon        | ROU  | 13,75 PB  |
| 3     | Marija Martinović    | YUG  | 13,47     |
| 4     | Ewhenija Stawchanska | UKR  | 13,41     |
| 5     | Mariana Bogatie      | ROU  | 13,17     |
| 6     | Dana Velďáková       | SVK  | 13,12 NJR |
| 7     | Viktoriya Brigadnaya | TKM  | 13,08     |
| 8     | Galina Scharowa      | RUS  | 13,05     |

### Kugelstoßen
| Platz | Athletin            | Land | Weite (m) |
| ----- | ------------------- | ---- | --------- |
| 1     | Nadseja Astaptschuk | BLR  | 18,23 WJL |
| 2     | Du Xianhui          | CHN  | 17,69 PB  |
| 3     | Nadine Banse        | GER  | 16,94     |
| 4     | Lucica Ciobanu      | ROU  | 15,93     |
| 5     | Kathleen Kluge      | GER  | 15,82     |
| 6     | Wioletta Potępa     | POL  | 15,24     |
| 7     | Mari Wahlman        | FIN  | 15,16     |
| 8     | Sumi Ichioka        | JPN  | 15,05     |

### Diskuswurf
| Platz | Athletin                  | Land | Weite (m) |
| ----- | ------------------------- | ---- | --------- |
| 1     | Liu Fengying              | CHN  | 60,66     |
| 2     | Mélina Robert Michon      | FRA  | 55,01     |
| 3     | Lacramioara Ionescu       | ROU  | 54,64     |
| 4     | Ileana Brândusoiu-Sorescu | ROU  | 53,20     |
| 5     | Katja Krol                | GER  | 53,17     |
| 6     | Anaelys Fernández         | CUB  | 52,27     |
| 7     | Olga Tarantajewa          | RUS  | 51,88     |
| 8     | Mandy Borschowa           | USA  | 49,97     |

### Hammerwurf
| Platz | Athletin          | Land | Weite (m) |
| ----- | ----------------- | ---- | --------- |
| 1     | Bianca Achilles   | GER  | 61,79     |
| 2     | Sini Pöyry        | FIN  | 61,76 NJR |
| 3     | Maureen Griffin   | USA  | 60,14     |
| 4     | Yipsi Moreno      | CUB  | 59,85     |
| 5     | Manuela Montebrun | FRA  | 58,28     |
| 6     | Julianna Tudja    | HUN  | 57,73     |
| 7     | Celine Vandeville | FRA  | 57,36     |
| 8     | Bronwyn Eagles    | AUS  | 56,77 PB  |

### Speerwurf
| Platz | Athletin             | Land | Weite (m) |
| ----- | -------------------- | ---- | --------- |
| 1     | Osleidys Menéndez    | CUB  | 68,17 WJL |
| 2     | Liang Lili           | CHN  | 61,72 PB  |
| 3     | Wei Jianhua          | CHN  | 59,10     |
| 4     | Nikolett Szabó       | HUN  | 58,94     |
| 5     | Bina Ramesh          | FRA  | 54,72     |
| 6     | Linda Lindqvist      | FIN  | 54,68     |
| 7     | Mariana Melinte      | ROU  | 53,79     |
| 8     | Tetjana Ljachowytsch | UKR  | 52,59     |

### Siebenkampf
| Platz | Athletin          | Land | Punkte  |
| ----- | ----------------- | ---- | ------- |
| 1     | Shen Shengfei     | CHN  | 5815    |
| 2     | Susanna Rajamäki  | FIN  | 5721    |
| 3     | Viorica Țigău     | ROU  | 5720 PB |
| 4     | Swetlana Sokolowa | RUS  | 5711    |
| 5     | Michaela Hejnová  | CZE  | 5665    |
| 6     | Austra Skujytė    | LTU  | 5606    |
| 7     | Kendra Reimer     | USA  | 5493    |
| 8     | Frenke Bolt       | NED  | 5478    |

## Abkürzungen
- WR = Weltrekord
- WU20R = U20-Weltrekord
- OR = olympischer Rekord
- YOR = olympischer Jugendrekord
- AR = Kontinentalrekord
- AU20R = U20-Kontinentalrekord
- NR = nationaler Rekord
- NU20R = nationaler U20-Rekord
- CR = Meisterschaftsrekord
- MR = Veranstaltungsrekord
- WB = Weltbestleistung
- WU20B = U20-Weltbestleistung
- WU18B = U18-Weltbestleistung
- AB = Kontinentalbestleistung
- AU20B = U20-Kontinentalbestleistung
- AU18B = U18-Kontinentalbestleistung
- NB = nationale Bestleistung
- NU20B = nationale U20-Bestleistung
- NU18B = nationale U18-Bestleistung
- PB = persönliche Bestleistung
- SB = persönliche Saisonbestleistung
- QB = Qualifikationsbestleistung
- WL = Weltjahresbestleistung
- WU20L = U20-Weltjahresbestleistung
- WU18L = U18-Weltjahresbestleistung
- DSQ = disqualifiziert (engl. Disqualified)
- DNS = Wettkampf nicht angetreten (engl. Did Not Start)
- DNF = Wettkampf nicht beendet (engl. Did Not Finish)

## Medaillenspiegel
| Medaillenspiegel (Endstand nach 43 Entscheidungen) | Medaillenspiegel (Endstand nach 43 Entscheidungen) | Medaillenspiegel (Endstand nach 43 Entscheidungen) | Medaillenspiegel (Endstand nach 43 Entscheidungen) | Medaillenspiegel (Endstand nach 43 Entscheidungen) | Medaillenspiegel (Endstand nach 43 Entscheidungen) |
| Platz                                              | Land                                               | Gold                                               | Silber                                             | Bronze                                             | Gesamt                                             |
| -------------------------------------------------- | -------------------------------------------------- | -------------------------------------------------- | -------------------------------------------------- | -------------------------------------------------- | -------------------------------------------------- |
| 01                                                 | Volksrepublik China                                | 7                                                  | 6                                                  | 3                                                  | 16                                                 |
| 02                                                 | Russland                                           | 5                                                  | 2                                                  | 0                                                  | 7                                                  |
| 03                                                 | Vereinigtes Königreich                             | 4                                                  | 1                                                  | 2                                                  | 7                                                  |
| 04                                                 | Kenia                                              | 3                                                  | 7                                                  | 3                                                  | 13                                                 |
| 05                                                 | Deutschland                                        | 3                                                  | 2                                                  | 3                                                  | 8                                                  |
| 06                                                 | Vereinigte Staaten                                 | 2                                                  | 7                                                  | 4                                                  | 13                                                 |
| 07                                                 | Finnland                                           | 2                                                  | 2                                                  | 1                                                  | 5                                                  |
| 08                                                 | Jamaika                                            | 2                                                  | 1                                                  | 3                                                  | 6                                                  |
| 09                                                 | Äthiopien                                          | 1                                                  | 2                                                  | 2                                                  | 6                                                  |
| 10                                                 | Frankreich                                         | 1                                                  | 2                                                  | 0                                                  | 3                                                  |
| 11                                                 | Australien                                         | 1                                                  | 1                                                  | 2                                                  | 4                                                  |
| 11                                                 | Kuba                                               | 1                                                  | 1                                                  | 2                                                  | 4                                                  |
| 11                                                 | Rumänien                                           | 1                                                  | 1                                                  | 2                                                  | 4                                                  |
| 14                                                 | Bulgarien                                          | 1                                                  | 1                                                  | 0                                                  | 2                                                  |
| 14                                                 | Lettland                                           | 1                                                  | 1                                                  | 0                                                  | 2                                                  |
| 16                                                 | Marokko                                            | 1                                                  | 0                                                  | 2                                                  | 3                                                  |
| 17                                                 | Nigeria                                            | 1                                                  | 0                                                  | 1                                                  | 2                                                  |
| 17                                                 | Ungarn                                             | 1                                                  | 0                                                  | 1                                                  | 2                                                  |
| 19                                                 | Belarus                                            | 1                                                  | 0                                                  | 1                                                  | 2                                                  |
| 20                                                 | Algerien                                           | 1                                                  | 0                                                  | 0                                                  | 1                                                  |
| 20                                                 | Griechenland                                       | 1                                                  | 0                                                  | 0                                                  | 1                                                  |
| 20                                                 | Peru                                               | 1                                                  | 0                                                  | 0                                                  | 1                                                  |
| 20                                                 | Slowakei                                           | 1                                                  | 0                                                  | 0                                                  | 1                                                  |
| 24                                                 | Südafrika                                          | 0                                                  | 2                                                  | 0                                                  | 2                                                  |
| 25                                                 | Polen                                              | 0                                                  | 1                                                  | 2                                                  | 3                                                  |
| 26                                                 | Schweden                                           | 0                                                  | 1                                                  | 1                                                  | 2                                                  |
| 27                                                 | Spanien                                            | 0                                                  | 1                                                  | 0                                                  | 1                                                  |
| 27                                                 | Katar                                              | 0                                                  | 1                                                  | 0                                                  | 1                                                  |
| 27                                                 | Niederländische Antillen                           | 0                                                  | 1                                                  | 0                                                  | 1                                                  |
| 30                                                 | Italien                                            | 0                                                  | 0                                                  | 2                                                  | 2                                                  |
| 31                                                 | Japan                                              | 0                                                  | 0                                                  | 1                                                  | 1                                                  |
| 31                                                 | BR Jugoslawien                                     | 0                                                  | 0                                                  | 1                                                  | 1                                                  |
| 31                                                 | Kirgisistan                                        | 0                                                  | 0                                                  | 1                                                  | 1                                                  |
| 31                                                 | Kroatien                                           | 0                                                  | 0                                                  | 1                                                  | 1                                                  |
| 31                                                 | Kuwait                                             | 0                                                  | 0                                                  | 1                                                  | 1                                                  |
| 31                                                 | Mexiko                                             | 0                                                  | 0                                                  | 1                                                  | 1                                                  |
| 31                                                 | Tschechien                                         | 0                                                  | 0                                                  | 1                                                  | 1                                                  |
| 31                                                 | Uganda                                             | 0                                                  | 0                                                  | 1                                                  | 1                                                  |
| Gesamt                                             | Gesamt                                             | 43                                                 | 44                                                 | 45                                                 | 132                                                |